# Ловолето (Болоња)
Ловолето (итал. Lovoleto) је насеље у Италији у округу Болоња, региону Емилија-Ромања.
Према процени из 2011. у насељу је живело 538 становника. Насеље се налази на надморској висини од 22 м.